# Wilchoweć (obwód czerkaski)
Wilchoweć (ukr. Вільховець) – wieś na Ukrainie, w obwodzie czerkaskim, w rejonie zwinogródzkim, w hromadzie Zwinogródka. W 2001 liczyła 3048 mieszkańców, spośród których 3006 wskazało jako ojczysty język ukraiński, 39 rosyjski, 1 bułgarski, 1 białoruski, a 1 inny.

## Urodzeni
- Łew Bykowski